# Pili (barret)

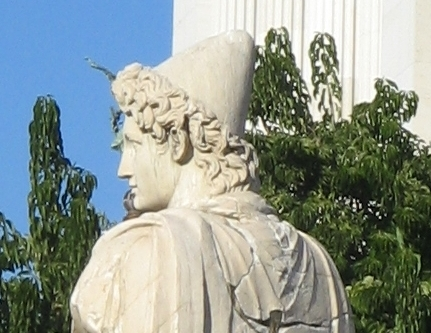
El pili identifica particularment els Dioscurs (aquí en una estàtua colossal de l'antiguitat tardana al Capitoli de Roma)

El pili (del llatí pilleus o pilleum) era, a l'antiga Grècia (on era anomenat πῖλος, pilos) i a l'antiga Roma, una lligadura de feltre, en part similar a un fes. El pilleolus era una lligadura més petita, semblant a un solideu. El pili s'associava especialment amb la manumissió de l'esclau, que el duia d'ençà del seu alliberament. A les províncies occidentals de l'Imperi Romà significava la llibertat i el seu assoliment, i potser per això es va assimilar amb el capell frigi, que es va convertir en un símbol de llibertat, especialment als segles xviii i xix, en què apareixia sovint en estàtues i motius heràldics, en què es coneixia com el capell de la llibertat o barret frigi, molt semblant a la barretina.

## Antiga Grècia

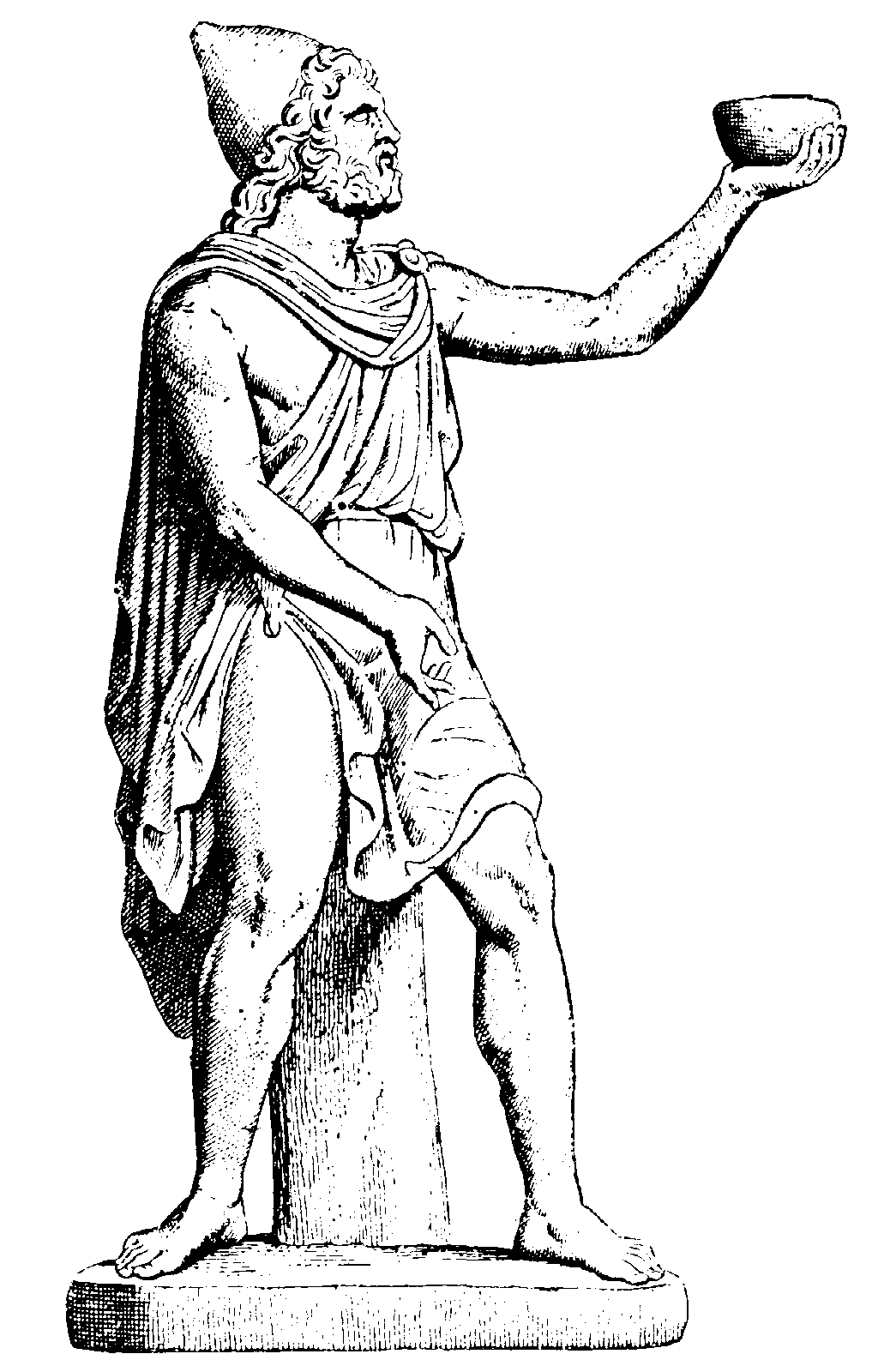
Odisseu vestit amb pili, exomis i clàmide

El pilos (del grec antic πῖλος, 'feltre') era una lligadura de viatge, comuna a l'antiga Grècia. Es tractava de la versió sense ales del pétasos. Podia ser fet de feltre o de cuir. El pili servia per identificar moltes vegades els Dioscurs, Càstor i Pòl·lux, en escultures, baixos relleus i pintures de vasos, les lligadures dels quals foren descrits a l'antiguitat com les closques d'ou dels nounats.
Els pilis apareixen també en figures votives de nois al santuari dels Cabirs a Tebes, el Kabírion.
En temps de guerra, el pili era utilitzat també per la infanteria lleugera dels peltastes, juntament amb l'exomis. Els hoplites el vestien de vegades sota el casc, però abans del segle v aC generalment preferien no portar casc i lligadura alhora, per raons de mobilitat. El casc pili es fabricava amb la mateixa forma que el capell original. Probablement procedents de Lacònia, eren fets de bronze. El casc pili va ser adoptat extensament per l'exèrcit espartà al segle v aC, i utilitzat per la infanteria espartana fins al final de l'antiguitat clàssica.

## Antiga Roma
A l'antiga Roma, els esclaus podien ser alliberats per l'amo en una cerimònia que incloïa la col·locació del pili damunt el cap del fins aleshores esclau. Aquesta era una forma extralegal de manumissió (manumissio minus iusta), considerada menys legal que la manumissió davant d'una cort de justícia. Segons un diccionari del segle XIX:
| « | Entre els romans, el casquet de feltre era l'emblema de la llibertat. Quan un esclau obtenia la llibertat se li afaitava el cap i duia una lligadura sense tenyir. D'aquí prové la frase servos ad pileum vocare, que és una crida a la llibertat, per la qual moltes vegades els esclaus eren cridats a les armes sota la promesa de llibertat. La figuració de la Llibertat en algunes monedes de l'emperador Antoní Pius, encunyades el 145, porta aquest casquet a la mà dreta. | » |